# Passage secret (pel·lícula)
Passage secret és una pel·lícula francesa dirigida per Laurent Perrin i escrita per Olivier Assayas, estrenada el 1985, l'última pel·lícula protagonitzada per Dominique Laffin, que va morir abans de l'estrena de la pel·lícula.

## Argument
Uns adolescents i uns quants adults joves juguen al gat i al ratolí, als policies i als lladres, al buit d'un mes d'agost parisenc. Alguns aprofiten per robar a les cases perquè els amos són de vacances. Un arquitecte els descobreix i vol la seva part.

## Repartiment
- Dominique Laffin : Anita
- François Siene : Serge
- Franci Camus : Camille
- Ged Marlon : Léo
- Michel Subor : Enrique
- Philippe Morier-Genoud : Burles
- Julien Dubois : Jeannot
- Mathias Standaert : Fabrice
- Martine Simonet : Marthe
- Philippe Laudenbach

## Valoració crítica
| «                                             | Laurent Perrin no cedeix al realisme banal ni a la psicologia convencional conreada pel cinema francès. I la seva pel·lícula, realment, original no necessita l'almoina indulgent que un es creu obligat a concedir a un primer llargmetratge considerat "prometedor". El París de Laurent Perrin, des dels terrats del Marais fins a la terrassa de La Samaritaine o el laberint de les Catacumbes, és el, poètic i fantàstic, de Louis Feuillade i Georges Franju. Però en el temps d'avui això és fora de temps, amb colors filtrats, pintats “plans”. [...] Amagar-se, saltar, escapades, acrobàcies, expedicions subterrànies: els joves lladres romanen suspesos en un món mig imaginari. I després, hi ha Dominique Laffin, amb la seva veu ronca, els seus gestos bruscos, la seva sensibilitat pelada, per darrera vegada... | » |
| — Jacques Siclier, Le Monde, 22 novembre 1985 | |   |